# Valeriana mandoniana
Valeriana mandoniana là một loài thực vật có hoa trong họ Kim ngân. Loài này được (Wedd.) Höck miêu tả khoa học đầu tiên năm 1882.